# Cattedrale di San Giovanni (Saint John's)
La cattedrale di San Giovanni (in inglese: St. John's Cathedral) è una chiesa cattedrale anglicana della diocesi dei Caraibi del nord orientali e Aruba, si trova a Saint John's, ad Antigua e Barbuda. La cattedrale è dedicata a Giovanni il Divino e Giovanni Battista.

## Storia
L'attuale cattedrale, con le sue imponenti torri gemelle bianche, è stata costruita nel 1845 su una scogliera fossile e sorge sullo stesso sito in cui sorgevano le due precedenti chiese, distrutte dai terremoti del 1683 e del 1745. La prima è stata costruita nel 1681 ed era una semplice struttura in legno, priva di decorazioni. La seconda chiesa, molto più grande, è stata costruita nel 1746 su progetto dell'architetto Robert Cullen ed aveva un piccolo campanile all'estremità occidentale. Quasi un secolo dopo, nel 1842, è stata fondata la diocesi di Antigua e la chiesa di San Giovanni è stata designata come cattedrale. Subito dopo, però, nel mese di febbraio 1843, un terremoto ha causato gravi danni alla chiesa, successivamente parzialmente restaurata.
Accanto alla vecchia chiesa è stata pianificata da J. Fuller di Bath la nuova ed attuale cattedrale in stile barocco, la cui costruzione ha avuto inizio il 9 ottobre 1845. La cattedrale è stata consacrata il 25 luglio 1848.